# Гаечен ключ
Вижте пояснителната страница за други значения на Ключ.
Гаечният ключ е инструмент използван при монтаж за съединяване на детайли и възли на една конструкция чрез резбови съединения. Използва се за придаване на въртеливо движение за завиване или отвиване на болтове в резбови отвори на някакъв корпус, или за монтаж чрез използване на болтове и гайки.
Размерите на отвора на гаечния ключ е стандартизиран в съответствие с измерителните системи, използвани в различните държави. За Европа най-използваната система е метричната и за гайка М8Х1 се изисква използването на обхващащ гаечен ключ с размер 13 mm. Поради разликата в размерите между стандартните гайки в метричната система (обозначени в милиметри) и тези изработени с размери в дюйм, използването на гаечните ключове от едната система за завиване на болтове и гайки от другата система, не е ефективно или е почти невъзможно.
Видове: Обикновен двустранен гаечен ключ, ключ-звезда, лула, едностранен гаечен ключ. Най-вече се произвеждат комбинирани „гаечен ключ – звезда“.